# منحنى ألين
تم اكتشاف منحنى ألين بواسطة توماس جي ألين الأستاذ في معهد ماساتشوستس للتقنية في أواخر سبعينيات القرن العشرين. ويكشف هذا المنحنى انخفاضًا هائلًا في وتيرة التواصل بين المهندسين حيث تزداد المسافة فيما بينهم. [وقد كان اكتشاف توم ذو الصلة والهام للغاية متمثلًا في إثباته للدور الأساسي الذي يقوم به أمناء بوابة المعلومات. ففي كثير من الأحيان، لا يتلقى المحاورون الاعتراف المستحق بدورهم من قِبل الإدارة على الرغم من قيامهم بنقل المفاهيم الحيوية من الأشخاص المناسبين إلى الأشخاص المعنيين داخل المؤسسة.]

## الاكتشاف
في خلال فترة أواخر سبعينيات القرن العشرين، أجرى ألين مشروعًا يقوم من خلاله بتحديد كيف تؤثر المسافة بين مكاتب المهندسين على وتيرة الاتصال التقني فيما بينهم. وكشفت نتيجة البحث، التي أثمرت عما يُعرف الآن باسم منحنى ألين، عن وجود علاقة سلبية قوية بين المسافة المادية وبين وتيرة الاتصال بين محطات العمل. كذلك، كشفت النتائج عن المسافة الحرجة التي تصل إلى 50 مترًا في الاتصال التقني أسبوعيًا.
وقد تم توثيق تلك النتائج التي تم التوصل إليها في كتاب ألين، إدارة تدفق التقنية (Managing the Flow of Technology).

## أحدث التطورات
في ظل التطور السريع الذي يشهده الإنترنت والتراجع الحاد في تكلفة الاتصالات السلكية واللاسلكية، يتعجب البعض من مراقبة منحنى ألين في بيئة العمل اليوم. وفي كتابه الذي شارك في تأليفه مؤخرًا، بحث ألين هذا التساؤل وقد ثبُت صحة الفكرة نفسها. حيث يقول
«فعلى سبيل المثال، بدلًا من اكتشاف احتمالية تنامي الاتصالات الهاتفية نظرًا لبُعد المسافات، في ظل قلة احتمالية التلاقي وجهًا لوجه، تُظهر البيانات الخاصة بنا انحدارًا في استخدام كافة وسائل الاتصال مع زيادة المسافات (الذي جاء في أعقاب زيادة الاتصال قريب المدى).» [صفحة 58]
ويتابع ألين قائلًا
«إننا لا نحتفظ بمجموعة منفصلة من الأشخاص، يتواصل البعض منهم باستخدام وسيلة واحدة ويتواصل البعض الآخر باستخدام وسيلة أخرى. ففي كثير من الأحيان، نرى أشخاصًا وجهًا لوجه، وفي بعضها سنتصل به هاتفيًا أو نتواصل معه بإحدى الوسائل الأخرى.» [صفحة 58]

## الأهمية
في ظل الاعتراف الكبير بمدى أهمية التواصل في مجال الابتكار، فقد تم تدريس منحنى ألين والاستشهاد به في كافة مؤلفات الإدارة التي تتناول الابتكار.
في عالم الأعمال التجارية، كان لهذا المبدأ تأثير قوي للغاية على العديد من المجالات، كالتصميمات المعمارية والتجارية (مبنى ديكر الهندسي بنيويورك والمركز التنموي بشركة ستيل كاس بميتشجان، ومركز بحوث بي إم دبليو بميونيخ وجمعية فولسويجان ومركز التوصيل في ديريسدن 
), وإدارة المشروعات.

## وصلات خارجية
- Thomas J. Allen: on معهد ماساتشوستس للتكنولوجيا ESD on MIT Sloan